# هلن نینا تاپان لوبلیچ
هلن نینا تاپان لوبلیچ (۱۲ اکتبر ۱۹۱۷ – ۱۸ اوت ۲۰۰۴) یک میکرودیرینه‌شناس اهل ایالات متحده آمریکا بود که استاد زمین‌شناسی در دانشگاه کالیفرنیا، لس‌آنجلس، زیست‌چینه‌شناس در سازمان زمین‌شناسی ایالات متحده آمریکا (USGS) و تصویرگر علمی بود که در زمینهٔ پژوهش بر روی روزن‌داران کرتاسه تخصص داشت.

## اوایل زندگی
هلن نینا تاپان لوبلیچ در ۱۲ اکتبر ۱۹۱۷ در نورمن، اکلاهما و در خانواده‌ای تحصیل‌کرده به دنیا آمد. مادرش مری پرل جنکس تاپان معلم ریاضی در دانشگاه کرنل بود و پدرش فرانک ژیرارد تاپان رئیس مهندسی برق در دانشگاه اکلاهما بود.

## تحصیل
تاپان لوبلیچ مدارک کارشناسی و کارشناسی ارشد خود در رشتهٔ زمین‌شناسی را به‌ترتیب در سال‌های ۱۹۳۷ و ۱۹۳۹ از دانشگاه اکلاهما دریافت کرد. پایان‌نامهٔ کارشناسی ارشد او در مورد روزن‌داران اواسط کرتاسه در اکلاهما و تگزاس بود. او در سال ۱۹۳۹ در کلاس شیمی دانشگاه اکلاهما با همسر آینده و همکار علمی دیرینهٔ خود، آلفرد آر. لوبلیچ جونیور، آشنا شد. مدت کوتاهی پس از آن، آنها ازدواج کردند و ماه عسل خود را با مشاور فارغ‌التحصیلی خود در جنوب مرکزی اکلاهما به انجام کار میدانی گذراندند.
لوبلیچ مدرک دکترای خود را در سال ۱۹۴۲ از دانشگاه شیکاگو دریافت کرد و پایان‌نامهٔ او ادامه‌ای بود بر کار اصلی او. زمانی که همسرش در سال ۱۹۴۲ به خدمت سربازی اعزام شد، تاپان لوبلیچ تبدیل به نخستین استاد زن در کالج هنر و علوم دانشگاه تولین شد. در سال ۱۹۵۳ به او کمک‌هزینه تحصیلی گوگنهایم اعطا شد تا به او این امکان را بدهد که از قرارداد خود با USGS برای سفر به اروپا به‌همراه همسرش به‌منظور جمع‌آوری روزن‌داران، مدتی مرخص شود.

## پژوهش
آلفرد، همکار پژوهشی و همسر تاپان لوبلیچ، در حین کار بر روی رساله دیرینه‌شناسی بی‌مهرگان، توسط مؤسسه اسمیتسونیان در اروپا استقرار داده شد تا در مورد نمونه‌های روزن‌داران دیده‌شده در موزه‌های اروپایی و نمونه‌هایی که او در این زمینه جمع‌آوری کرده بود، پژوهش بیشتری انجام دهد. با توجه به عضویت در USGS و سیاست این نهاد مبنی بر عدم اجازهٔ کار در خارج از ایالات متحده، تاپان لوبلیچ برای پیوستن به همسرش در اروپا مرخصی گرفت. آن دو در طول سفرهای خود، نمونه‌های زیادی را جمع‌آوری کردند و دانش خود را در مورد روزن‌داران به‌طور چشم‌گیری گسترش دادند.

تاپان لوبلیچ به‌خاطر مطالعاتش بر روی روزن‌داران، موجودات زندهٔ تک سلولی که قادر به تولید پوسته‌ای به نام تست هستند که بسته به گونه، معمولاً از ترکیبات آلی، دانه‌های شن و کلسیم کربنات ساخته می‌شود، شهرت داشت. این پوسته‌ها در طول رشد به محفظه‌هایی شبیه به آمونیت تقسیم می‌شوند. روزن‌داران از نظر زیست‌چینه‌شناسی مفید هستند، زیرا رشد تکاملی نسبتاً قابل توجهی را نشان می‌دهند، به‌شکلی که زیرگونه‌های مختلفی از آن‌ها در زمان‌های مختلف یافت می‌شوند.

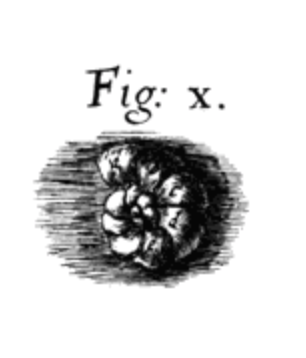
تصویرسازی از پوستهٔ روزن‌داران، منتشر شده توسط رابرت هوک.

تاپان لوبلیچ به همکار افتخاری پژوهشی مؤسسه اسمیتسونین تبدیل شد و به کالیفرنیا نقل مکان کرد تا فعالیت حرفه‌ای خود را در دانشگاه کالیفرنیا دنبال کند؛ جایی که در سال ۱۹۶۶ به عضویت تمام‌وقت در هیئت علمی و سپس به سمت نایب رئیس زمین‌شناسی از سال ۱۹۷۳ تا ۱۹۷۵ دست یافت. همسرش آلفرد کار بر روی یک برنامهٔ ریزدیرینه‌شناسی در شرکت تحقیقات میدان نفتی شورون را آغاز کرد.

## جوایز
تاپان لوبلیچ موفق به کسب مدال انجمن دیرینه‌شناسی در سال ۱۹۸۳، جایزهٔ زن سال در علوم طبیعی از موزهٔ صحرای پالم اسپرینگز در سال ۱۹۸۷، مدال ریموند سی مور برای «تعالی در دیرینه‌شناسی» در سال ۱۹۸۴ و جایزهٔ زن سال در علوم ۱۹۸۲ از مرکز پزشکی UCLA شد.
تاپان لوبلیچ همچنین در هیئت‌های تحریریه و انجمن‌های متعددی کار می‌کرد. او در مجموع ۲۷۲ مقاله یا کتاب علمی را عمدتاً با همسرش منتشر کرد. یکی از برجسته‌ترین آثار آن‌ها مقاله‌ای در سال ۱۹۵۷ با عنوان «همبستگی پالئوسن دشت ساحلی خلیج و اقیانوس اطلس و سازندهای ائوسن پایین با استفاده از روزن‌داران پلانکتونیک» بود که برندهٔ جایزهٔ بهترین مقاله در مجلهٔ دیرینه‌شناسی شد. کتاب او با نام «زیست‌دیرینه‌شناسی پروتیست‌های گیاهی» (۱۹۸۰)، همچنین به عنوان «بهترین کتاب غیرداستانی» در آن سال انتخاب شد.